# 학술원에 드리는 보고
학술원에 드리는 보고(독일어: Ein Bericht für eine Akademie)는 체코의 문학가인 프란츠 카프카가 독일어로 집필한 단편 소설으로, 1917년 마르틴 부버의 잡지 <유대인>에 처음으로 게재되었다. 인간의 지성을 갖게 된 원숭이 붉은 페터가 스스로 학술원에 제출한 보고를 통해 자신이 사실상 인간으로 변해 가는 과정을 비관적인 문체로 묘사한다.